# 罗伯特·E·帕克
罗伯特·艾茲拉·帕克（英語：Robert Ezra Park，1864年2月14日—1944年2月7日），美国城市社会学家，被认为是对美国社会学影响最深远的人物之一。从1905年至1914年，帕克同布克·华盛顿在塔斯基吉大学工作。在那之后的1914年至1933年，他在芝加哥大学任教，对芝加哥大学社会学系的发展起了巨大的作用。 帕克在人类生态学、族群关系、移民、同化、社会运动和社会解组等领域的工作为人称道。

## 生平
罗伯特·E·帕克于1864年1月14日出生于宾夕法尼亚州路澤恩縣。他在明尼苏达州红翼市长大。帕克在密歇根大学求学于约翰·杜威。杜威向帕克介绍了富兰克林·福特，后者对帕克的早年生涯造成了巨大影响。
1887年帕克毕业时他十分关心社会议题，尤其是跟城市中种族有关的社会议题，他因此成为了一个记者。富兰克林·福特和帕克计划办一份报纸，叫思想新闻报，本意是想像商业报纸记录股票市场一样记录公众意见。这份报纸从来都没有出版过，但是帕克仍然想成为一名记者。从1887年至1898年，帕克在底特律、丹佛、纽约、芝加哥和明尼阿波利斯做记者。他的记者生涯影响到了他后来在社会学上的研究。
在那之后，他跟随另外一位著名的实用主义哲学家威廉·詹姆士学习心理学和哲学。帕克在1899年获得硕士学位。毕业后，他前往德国弗里德里希·威廉大学学习。在1899-1900年他在柏林跟随
格奥尔格·齐美尔学习哲学，1900年花了一个学期在斯特拉斯堡，1903年在海德堡跟随威廉·文德尔班和阿尔弗雷德·赫特纳以论文 Crowd and Public: A methodological and sociological study 拿到哲学博士学位。1903年返回美国，在1904年5月成为哈佛助理教授。

## 外部連結
- An appreciation of Park at the University of Chicago （页面存档备份，存于）
- An appreciation of Park at Brock University
- An appreciation of his work in Urban social ecology by Nina Brown
- Review materials for studying Robert Ezra Park
- An appreciation of Park at the American Sociological Association
- Park's Cultural Conflict and the Marginal Man (1937) at University of Chicago School of Sociology
- Works by Robert E. Park at Project Gutenberg
- Works by or about Robert E. Park at Internet Archive